# Adolf Srb
Adolf Srb (27. září 1850 Rokycany – 14. dubna 1933 Rokycany) byl český novinář, příznivec staročeské strany. Působil v denících Politik a Plzeňské listy; za jeden z článků byl roku 1876 odsouzen ke čtyřem měsícům vězení. Angažoval se ve prospěch českých menšin v pohraničí. Sepsal podrobné české politické dějiny, které ve třech dílech zahrnují období let 1861 až 1907. Ve 30. letech 20. století byl velmi oceňovaný pro svou dlouholetou vlasteneckou činnost i pro podporu začínajících novinářů.

## Život
Narodil se 27. září 1850 v Rokycanech v rodině Františka Srba kontrolora při c. k. berním úřadu a Emilie Skopcové ze Spáleného Poříčí. Měl 5 bratrů: Františka (1857), Benedikta (1859–1859), Josefa (1861–1926) báňského inženýra, Eduarda (1863–1945) autora publikací z oboru práva a samosprávy a Karla (1865–1865). Byl ženatý s Johanou Janečkovou (1853–1927).
Roku 1871 vstoupil do redakce pražského německého deníku Politik, kde prošel náročnou novinářskou školou J. S. Skrejšovského. Roku 1876 byl odsouzen k čtyřem měsícům vězení za to, že jako odpovědný redaktor připustil uveřejnění článku, v němž nepodepsaný autor (podle žaloby nepravdivě) obviňoval jednoho z odborných radů z rakouského ministerstva obchodu z podílu na zpronevěře 250.000 zlatých z dalmatské železniční koncese. V letech 1876–1879 pracoval jako odpovědný redaktor Plzeňských listů. Poté se znovu vrátil do pražského deníku Politik, při němž roku 1883 založil přílohu Česká politika a převedl ji na samostatný deník Národní politika. Jako její šéfredaktor působil v letech 1883–1893, dále v německé Politik až do jejího přejmenování na Union roku 1909. Od roku 1903 přispíval pravidelnými politickými přehledy do Vlčkova časopisu Osvěta.
Angažoval se na podporu českých menšin v pohraničí. V 80. letech 19. století patřil k zakladatelům Ústřední matice školské, Národní jednoty pošumavské a Národní jednoty severočeské.
Po 1. světové válce určitou dobu redigoval Vlčkovu Osvětu, brzy se ale musel místa vzdát pro vadu zraku. Poté odešel na odpočinek do rodných Rokycan, kde žil u své dcery Heleny Jirmanové (1878–1961). Zemřel tam 14. dubna 1933 a byl tam i pohřben.
Adolf Srb byl na sklonku života i po smrti velmi oceňovaný pro své vlastenectví, nezištnost a odvahu zastat se všech, kdo bojovali za národ a právo. Jeho činnost z velké části spadá do doby ostrých sporů staročechů s mladočechy. Ačkoli stál vždy na staročeské straně, byl tolerantní k jiným názorům. Ovládal vtip a satiru, ale nevybočil z mezí slušnosti.
Měl velkou paměť a vypravěčské nadání. Mnoho času trávil rozhovory s mladšími novináři a spisovateli (např. Antonín Bebr, Bedřich Spurný, Jan Osten, též herec a malíř Vladimír Šamberk), pro které znamenal cennou inspiraci. Měl rovněž rád klasickou hudbu a ve společnosti vynikal i svým kuchařským uměním.
Ve třicátých letech byl druhým nejstarším českým novinářem (po Václavu Beneši Šumavském) a posledním žijícím zakladatelem Ústřední matice školské.
3. září 1933 byla na jeho rodném domě v Rokycanech (čp. 78, dnes na rohu Srbovy a Smetanovy ulice) odhalena pamětní deska. Jejím autorem byl sochař Václav Koukolíček a pořízení zajistil Srbův odbor Národní jednoty severočeské v Rokycanech jako výraz vděčnosti za jeho práci ve prospěch českých menšin.

## Dílo
Vedle novinových článků byl Srb autorem řady politických brožur a komentářů k zákonům. Jeho nejvýznamnějším dílem byly Politické dějiny národa českého, v nichž popsal dobu od r. 1861. Na sklonku života psal paměti (Z půl století),
v další literární tvorbě mu ale později zabránila vada zraku.
Knižně vyšly např.:
- Spisovatel Josef Vojtěch Sedláček (1879)
- Upomínka na slavnostní otevření Národního divadla (1881)
- Národní jednota severočeská (1886)
- Královské svobodné město Rokycany : popis města i jeho okolí (1896) Dostupné online
- Politické dějiny národa českého od roku 1861 až do nastoupení ministerstva Badenova r. 1895 (1899)
- Od nastoupení Badeniova do odstoupení Thunova: II. díl Politických dějin národa českého od roku 1861 (1901)
- Od nastoupení Thunova do zavedení všeobecného hlasovacího práva do rady říšské roku 1907: III. díl Politických dějin národa českého (1911)
- Politické dějiny národa českého od počátku doby konstituční (1926)
- Šedesát let politického zápasu o práva národa českého 1848–1908 (1908)
- Město Žižkov (1910, spoluautor: Josef Houba) Dostupné online
- Politické dějiny národa Českého od roku 1861. III, Od nastoupení Thunova do zavedení všeobecného hlasovacího práva do rady říšské roku 1907 (1911)
- Z půl století: vzpomínky Adolfa Srba (1913, 1916) Dostupné online